# 全国レガシーギフト協会
全国レガシーギフト協会（ぜんこくレガシーギフトきょうかい、Japan Legacy Gift Association）は、遺贈寄付（レガシーギフト）を推進することを目的とする一般社団法人。

## 概要
遺贈寄付を希望する人のための相談窓口の設置、遺贈寄付に関する情報提供のポータルサイト「いぞう寄付の窓口」の運営、普及啓発活動などを行う。NPOや弁護士、税理士が中心となり、2016年11月に発足し、あわせて「いぞう寄付の窓口」を開設した。
2020年5月現在の理事長は堀田力（弁護士、公益財団法人さわやか福祉財団会長）で、加盟している公益財団法人やNGO法人が無料相談窓口を開いて相談、情報提供、受入れ先の紹介などを行っている。また活動に賛同する個人や団体がレガシーサポーター（法人）およびレガシーパートナー（個人）に名を連ねる。
主な活動
- 情報発信事業：ワンストップポータルサイト
- 相談窓口事業：無料相談窓口サービス
- 人材育成事業：遺贈寄付研修の実施
- 普及啓発事業

## 加盟団体
2020年5月現在
- 公益財団法人　　地域創造基金さなぶり
- 公益財団法人　 ちばのWA地域づくり基金
- 認定ＮＰＯ法人　茨城NPOセンター・コモンズ
- 認定ＮＰＯ法人　長野県みらい基金
- 公益財団法人　　ふじのくに未来財団
- 公益財団法人　　あいちコミュニティ財団
- 公益財団法人　　京都地域創造基金
- 公益財団法人　　ひょうごコミュニティ財団
- 公益財団法人　　みんなでつくる財団おかやま
- 公益財団法人　　佐賀未来創造基金
- 公益財団法人　　みらいファンド沖縄
- 公益財団法人　　パブリックリソース財団
- 公益財団法人　　日本財団
- 認定ＮＰＯ法人　国際協力NGOセンター (JANIC)
- 公益財団法人　　公益法人協会
- 認定ＮＰＯ法人　日本ファンドレイジング協会

## 事務所
- 東京事務所  〒105-0004　東京都港区新橋5-7-12  日本ファンドレイジング協会内[12]
- 岡山事務所  〒700-0822　岡山市北区表町1丁目4-64 岡山NPOセンター内[12]